# Rodrigo de Bastidas y Rodriguez de Romera
Rodrigo de Bastidas y Rodriguez de Romera (nascido em São Domingos -  falecido em 1570) foi um prelado católico romano que serviu como segundo bispo de Porto Rico de 1541 a 1567 e primeiro bispo de Coro de 1531 a 1532.